# Hermann Vellguth
Hermann Hans Vellguth (* 4. Februar 1906 in Kirchtimke; † 10. Mai 1966 in Hennstedt (Dithmarschen)) war ein deutscher Mediziner und „Rassenhygieniker“.

## Leben
Hermann Vellguth, Sohn des Arztes Leopold Vellguth, legte das Abitur am humanistischen Gymnasium in Meldorf ab. Anschließend studierte er ab 1924 Medizin an den Universitäten Marburg, Freiburg, Münster und Kiel. Nach dem Staatsexamen leistete er das Medizinalpraktikum in der Pathologischen Anatomie der Universität Leipzig ab. Er erhielt 1930 die Approbation. Im selben Jahr promovierte er in Leipzig zum Dr. med. In den folgenden Jahren war Vellguth an mehreren Kliniken tätig, u. a. an einer Chirurgischen Klinik in Dresden.
Noch vor der Machtübergabe an die Nationalsozialisten trat Vellguth im Februar 1932 gleichzeitig mit seinem Vater in die NSDAP und wenige Monate danach in die SS ein (SS-Nummer 210.275). Als Angehöriger des SD stieg er 1944 bis zum SS-Sturmbannführer auf.
Von Juni 1933 bis zum Januar 1936 leitete Vellguth die Abteilung „Erb- und Rassenpflege“ am Deutschen Hygiene-Museum in Dresden. Zusätzlich war er von 1934 bis 1935 Gauamtsleiter des Rassenpolitischen Amts der NSDAP in Sachsen. Außerdem war Vellguth ärztlicher Beisitzer am Erbgesundheitsobergericht in Dresden. Anfang 1936 wurde er in das Medizinaldezernat des Berliner Polizeipräsidiums übernommen. Ab Januar 1937 war er Amtsarzt am Gesundheitsamt in Preußisch Holland und wechselte von dort im April 1937 in das Reichsministerium des Inneren, wo er als Medizinalrat Referent für „Erb- und Rassenpflege“ wurde.
Nach dem Anschluss Österreichs war Vellguth ab Dezember 1938 im Zuge der Neuordnung des Gesundheitswesens in Wien als Berater tätig. Ab Februar 1940 übernahm als Direktor das Wiener Hauptgesundheitsamt, leitete ab 1941 das örtliche Rassenpolitische Amt der NSDAP und wurde ärztlicher Beisitzer am Wiener Erbgesundheitsobergericht. Vellguth arbeitete auch an dem Entwurf zum nicht in Kraft getretenen Euthanasiegesetz mit. Anfang 1943 wurde Vellguth zur Wehrmacht eingezogen und geriet 1944 in amerikanische Kriegsgefangenschaft, aus der er 1947 wieder entlassen wurde.
Später praktizierte er als niedergelassener Allgemeinmediziner in Hennstedt im Kreis Dithmarschen.

## Schriften
- Zur Pathologie der Pulmonalinsuffizienz, Naumburg, Aus: Beiträge z. pathol. Anatomie u. zur allg. Pathologie. Bd. 86, H. 3. 1931 (zugl. Leipzig, Med. Diss.)
- Volk und Rasse: [Ausstellung d. Dt. Hygiene-Museums, Dresden], Deutscher Verlag f. Volkswohlfahrt, Dresden 1934, (Mitarbeit).
- Blut und Rasse: [Wanderausstellg d. Dt. Hygiene-Museums, Dresden], Dresden : Dt. Hygiene-Museum 1936.